# Haider (Vorname)
Haider, auch Haidar, ist ein männlicher Vorname.

## Herkunft und Bedeutung
Beiname von  Ali, dem Cousin und Schwiegersohn des Propheten Mohammed
Herkunft: Arabisch
Bedeutung/Übersetzung: Löwe

## Varianten
Auch in der Schreibweise „Haidar“ oder der Verkürzung „Haid“.

## Namensträger
- Haider al-Abadi (* 1952), irakischer Politiker und Ministerpräsident des Landes
- Haider Ackermann (* 1971), kolumbianischer Mode-Designer
- Haider Ali (Sportler) (* 1984), pakistanischer Paralympic-Sportler
- Haider Ali (Boxer) (* 1979), pakistanischer Olympia-Boxer
- Haider Ali Kohari (* im 17. Jahrhundert), Militär-General und Sekretär von Maratha King Shivaji
- Haider Aziz Safwi (* 1945), indischer Politiker und Minister in der Regierung von West Bengal
- Haider Hussain Singer-songwriter aus Bangladesh
- Haider Mahmoud (* 1942), jordanisch-palästinensischer Dichter
- Haider Qureshi (* 1953), pakistanischer Urdu-Dichter und Journalist
- Haider Rahman, pakistanischer Musiker
- Haider Zaman Khan, pakistanischer Politiker